# Cornel Robu
Cornel Robu (n. 22 septembrie 1938, Sighișoara – d. 27 octombrie 2016, Cluj-Napoca) a fost un scriitor, editor si critic român, autor al teoriei sublimului ca element cheie în estetica literaturii science fiction.  

## Biografie
Clasele primare (1945-1949), gimnaziale și liceale (1949-1955), la Sighișoara; licențiat al Facultății de Filologie a Univ. din Cluj (1956-1961). Cursuri de vară (aug.1988) la Univ. din Stirling, Scoția (Marea Britanie). Prof. de lb. și literatura română la Miercurea Ciuc (1961-1965); asistent (1965-1976) și lector (din 1976) la Catedra de literatură română și teoria literaturii a Facultății de Filologie din Cluj (pensionat medical, 1993).
Colab. la Tribuna, Steaua, Echinox, Helion, Biblioteca Nova, Anticipația – CPSF (Colecția “Povestiri științifico-fantastice”), Almanahul Anticipația, Foundation (Londra), Solaris (Québec, Canada) etc. Debutează în Steaua (1971).
Debut editorial cu antologia, în colab., Romanul românesc contemporan. 1944-1974 (1974).

## Operă

### Volume
- O cheie pentru science-fiction (2004, ed. II 2010)
- Paradoxurile timpului în science-fiction (2006)
- Scriitori români de science-fiction (2008, ed. II 2012)
- O tragedie cerească (Victor Anestin) (ed. Dacia 1986, reeditare Ed. Eagle 2010)
- Teoria pierde omenia – Theory Kills Sympathy (2009)
- Mortua est (2015).

A colaborat la volumele colective Scriitori români (1978), The Encyclopedia of Science Fiction (1993), Dicționarul scriitorilor români, I-IV (1995-2002), Saint James Guide to Science Fiction Writers (1996), Dicționarul esențial al scriitorilor români (2001) și Dicționar analitic de opere literare românești, I-IV (1998-2003), I-II (2007). Antologii comentate: Timpul este umbra noastră. Science-fiction românesc din ultimele două decenii (1991) și Twelve of the Best Romanian SF Stories (1995). Ediții din Victor Anestin (În anul 4000 sau O călătorie la Venus, 1986 ; O tragedie cerească, 2010; Puterea științei, 2010).

### Distincții
Membru al Uniunii Scriitorilor din România, Filiala Cluj (din 2007). 
Premiul Soc. Europene de Science Fiction (1989) pentru ediția critică V. Anestin (1986); Premiul Convenției Profesioniștilor în Science Fiction (ProConSF) (1991); Premiul Asoc. Române de Science Fiction (ARSFAN) pentru eseu (1995); Premiul special al juriului, Filiala Cluj a U.S.R. (2004); Premiul “Adrian Marino” al Filialei Cluj a U.S.R. (2006); Premiul “Vladimir Colin” (București); Premiul “Negoiță Irimie” al Filialei Cluj a U.S.R. (2008); Premiul “Ion Hobana” al SRSFF pentru Opera Omnia: 2013 si 2016 (postum); Nominalizat din partea Romaniei in categoria Grand Master la Eurocon 2013.

### Ediții
Romanul românesc contemporan. 1944-1974 (antologie), studiu introductiv, alegerea textelor și note de Ion Vlad, fișe bibliografice și secvențe pentru autoportrete de ~, București, 1974; Timpul este umbra noastră. Science-fiction românesc din ultimele două decenii, antologie comentată de ~, Cluj-Napoca, 1991; Twelve of the Best Romanian SF Stories, selected and introduced by ~, Timișoara, 1995; O cheie pentru science-fiction, Cluj-Napoca, 2004; idem, ediția a II-a, Cluj-Napoca, 2010; Paradoxurile timpului în science-fiction, Cluj-Napoca, 2006; Scriitori români de science-fiction, Cluj-Napoca, 2008; Teoria pierde omenia – Theory Kills Sympathy, Cluj-Napoca, 2009.